# Antoine Rambaud
Pour les articles homonymes, voir Rambaud.
 (février 2012).
Si vous disposez d'ouvrages ou d'articles de référence ou si vous connaissez des sites web de qualité traitant du thème abordé ici, merci de compléter l'article en donnant les références utiles à sa vérifiabilité et en les liant à la section « Notes et références ».
 (février 2012).
Antoine Rambaud, seigneur de Furmeyer, est un chef de guerre protestant. Il est né au Chateau d'Ancelle et est assassiné à Gap en 1565 ou 1566.

## Biographie

### Ses origines
Il est le fils de Guélis II Rambaud, seigneur de Furmeyer, qui fut grièvement blessé au siège de Pavie en décembre 1524 et d'Anne de Matheron.
Avec ses frères, il participe aux guerres d'Italie. Son frère Jean est tué en 1544 à la bataille de Cérisoles. Antoine est amené à des idées de réforme de l’Église, par son neveu par alliance, Guillaume Farel et d'autres prédicateurs[réf. nécessaire].

### Guerres de religion
Les guerres de religions, qui touchent le Royaume de France entre 1562 et 1598 n'excluent pas le Dauphiné. Le conflit dans la province entre les autorités royales catholiques et les protestants dauphinois débute dès 1560, lorsque Hector Pardaillan, seigneur de la Motte-Gondrin, Lieutenant général du Dauphiné fait exécuter, à Romans, le pasteur Duval et Louis Gay, sans raison sérieuse. Dès lors, entre 1562 et 1565, le seigneur de Furmayer joue un rôle de premier plan dans les opérations militaires de la région. Le 25 avril 1562, Furmeyer, La Charce et de Montbrun, capitaines dauphinois protestants, se rendent à Valence, s'introduisent dans la forteresse et pendent Hector Pardaillan, lors de l'un de ses déplacements dans cette ville. Cet assassinat déclenche une flambée de la guerre de religion dans cette province.
Le 2 mai 1562, Furmeyer s'empare de Gap, à la tête de 400 protestants du Champsaur ou fugitifs de Gap. Puis, descendant de ses montagnes, le 14 juin, Furmeyer défend Sisteron contre les catholiques, commandés par le comte de Sommerive, Honoré Ier de Savoie, gouverneur de Provence. Mais très inférieurs en nombre et manquant de munitions, ils doivent se replier sur le Dauphiné. Dans le même temps les protestants, parmi lesquels Guillaume Farel et Gabriel de Clermont (ancien évêque de Gap), sont chassés de Gap, le 24 septembre 1562. Depuis ses positions, Furmeyer pille et incendie la Grande-Chartreuse, un chef-d'œuvre de l'art roman, car des armes y sont cachées.
Furmeyer se trouvant près de Valence, il apprend que Grenoble est assiégée par les comtes de Suze et de Maugiron, avec 6 000 hommes à pied et 400 cavaliers, depuis le 24 octobre 1562, il conçoit le projet d'aller à son secours et de délivrer le capitaine Le Coche que le baron des Adrets François de Beaumont y a laissé. Quand il arrive près de Sassenage, 700 fantassins et 120 cavaliers se sont ralliés à lui. Toutefois, ces hommes sont, pour la plupart, des paysans non aguerris.
En novembre 1562, il se présente sur les bords du Drac, qui passe à grande proximité de  Grenoble. Trois à quatre cents cavaliers gardent le gué du Drac, et un parti d’infanterie est prêt à l’attaquer par derrière s'il s'engage. Il fait mine de s’enfuir, laisse la poursuite s’entamer, puis tourne casaque et charge les catholiques, qu’il bat.
Une assemblée générale de chefs protestants, convoquée à Valence, le 6 février 1563, donne à Furmeyer le commandement des troupes réformées dans le Gapençais. Furmeyer prend par ruse Romette, petite place forte à quatre kilomètres de Gap (mars 1563) en se faisant passer pour un envoyé du gouverneur de Gap. Il bat, le 13 mars, la milice gapençaise, avertie par le tocsin de Romette et commandée par le cadet de Charence.
Dès la prise de Romette, au début de mars le capitaine Furmeyer part avec seulement quelques dizaines d'hommes en direction de Serres. Il contourne Gap, passe par Furmeyer et Veynes. Il réunit ses troupes et s'empare de Serres en mars. Il meurt assassiné, probablement à la fin de 1565 ou au début de 1566.